# Terence Kernaghan
Pour les articles homonymes, voir Kernaghan.
Terence Devin Kernaghan est un homme politique provincial canadien de l'Ontario. Il est député provincial néo-démocrate de la circonscription ontarienne de London-Centre-Nord depuis 2018,.
Il est le premier député ouvertement homosexuel à être élu à la législature provenant de la ville de London.